# 록스타처럼!
《록스타처럼!》(영어: All Together Now)은 2020년에 넷플릭스에서 방영한 미국의 영화이다.

## 캐스팅
- 아우이 크라발호 : 앰버 애플턴 역
- 렌지 펠리즈 : 타이 역
- 저스티나 마샤도 : 베키 역
- 주디 레이예스 : 도나 역
- 테일러 리처드슨 : 조단 역
- 캐롤 버넷 : 조앤 역
- 프레드 아미센 : 프랭크스 역